# まちづくり3法
まちづくり3法（まちづくりさんぽう）とは、まちづくりにかかわるゾーニング（土地の利用規制）を促進するための改正都市計画法、生活環境への影響など社会的規制の側面から大型店出店の新たな調整の仕組みを定めた大規模小売店舗立地法（大店立地法）、中心市街地の空洞化を食い止め活性化活動を支援する中心市街地の活性化に関する法律（中心市街地活性化法）の3つの日本の法律を総称して言う。1998年（平成10年）に施行された（大店立地法のみ2000年施行）。

## 概要
大型店については、まず改正都市計画法のゾーニングにより、出店の可否を個別出店案件ではなく地域ごとに決め、出店可能な地域であれば大店立地法で生活環境への影響への観点から調整していくという仕組みである。それまで大型小売店の出店調整の仕組みを規定してきた大規模小売店舗法（大店法）は廃止され、大店立地法で対応していくこととなった。一方、中心市街地活性化法は、市町村が中心市街地を活性化させるための基本計画を策定し、国から認定された場合、各種の支援策が講じられるという仕組みである。
地域商業との調和を都市計画という手法で対応するのは、国際的な動きに沿ったものである。また、大店法では対応できなかった大型店の立地と生活環境への影響について、チェックできる仕組みとなったのは当時画期的とされた。
都市計画法
都市計画法においては、その種類・目的に応じて、特別用途地区を市町村が柔軟に設定できることとなった。例えば、大規模小売店出店のできない地域を「色分け」で示すことも可能となった。
大店立地法
大型店の新規出店について、店舗面積などの量的な側面での商業調整ではなく、生活環境面（交通、騒音、廃棄物、その他）のみからチェックする。ただ、地域社会を形成していくには、大型店も含めた小売商と地域との協調が必要と考えられるが、こうした観点・仕組みがないという指摘が当初からあった。
中心市街地活性化法
中心市街地活性化法は、空洞化･劣化が進む中心市街地に対して市町村が関係者との協議のうえ、「基本計画」をつくり国に認定を求める仕組みである。国では関係省庁が連携して集中的な施策が講じられることになった。認定された活性化策の実施主体としてタウンマネージメント機関という新しい機構が導入された。

## 制定の背景
背景1 大型店出店調整の限界
大型店（大規模小売店）は、大店法によって中小小売店に影響を及ぼす恐れのある場合には、店舗面積や営業時間を減らす等、出店を調整されてきた。しかしながら、こうした保護策にもかかわらず、中小小売店の減少には歯止めがかからなかった。その原因は、車社会への対応の遅れや、消費者のライフスタイルの多様化、後継者難、中小小売商の適応力の不足など多様な要因が関係している。
一方、大型店の増加により、様々な社会的問題も生じてきた。大型店は、消費者のニーズ・ウォンツをとらえ買い物利便性を提供したが、一方地域の生活環境に様々な影響を与えている。例えば、駐車場の不足により慢性的な交通渋滞を招く等の事例も生じていた。
このような問題に対し、大店法の出店調整では、単に事態の悪化を若干遅らせる効果しかなかった。新たなツールが求められたのである。
背景2　地方分権
1995年（平成7年）に地方分権推進法が制定され、国の権限の地方自治体への委譲が決定された。「自分たちのまちのことは、自分たちで決める」という地方主体、地方分権の考え方が、中心市街地活性化においても取り入れられた。つまり、街のあり方について市町村が主体的に決定し、その結果にも主体的な責任を持つべきとの流れである。
背景3 外圧と規制緩和
1995年（平成7年）に「規制緩和推進計画」が打ち出した「経済的規制は原則自由・例外規制、社会的規制は必要最小限」という方針により、経済的な側面から中小小売業を保護してきた大店法も見直しの対象となった。
こうした規制緩和には「外圧」も影響した。経済のグローバル化によって、日本固有の商業ルールは受け入れられなくなった。小売業を含むサービス分野では、経済的な需要を勘案したサービス供給者数の制限等は禁止された。また、多くの外資系流通業が日本に進出するなか、世界基準に沿った円滑な出店の仕組みづくりが求められるようになった。

## 2006年の改正
上記の事情等に鑑み、都市計画法、中心市街地の活性化に関する法律が改正された。なお、大店立地法については、法改正は行なわれなかったものの、指針の改定等が行なわれた。

### 中心市街地活性化法（中活法）の改正
趣旨
中心市街地における都市機能の増進及び経済活力の向上を総合的かつ一体的に推進するため、中心市街地の活性化に関する基本理念の創設、市町村が作成する基本計画の内閣総理大臣による認定制度の創設、支援措置の拡充、中心市街地活性化本部の設置等の所要の措置を講ずる。
概要
- 題名の変更

基本法的性格を反映するため、名称を「中心市街地の活性化に関する法律」へと変更。
- 基本理念、責務規定の創設

目指すべき中心市街地の方向性、地域の関係者の取組や国の支援のあり方について基本となる理念を明らかにする。また、国、地方公共団体及び事業者の責務規定を設ける。
- 国による「選択と集中」の強化

中心市街地活性化本部の設置
内閣総理大臣による基本計画の認定制度の創設
- 多様な民間主体の参画

中心市街地整備推進機構、商工会又は商工会議所等により組織される「中心市街地活性化協議会」の制度化等。
- 支援措置の拡充

### 都市計画法・建築基準法の改正
- 延べ床面積が1万平方メートルを超す大型小売店舗などの大規模集客施設の出店は、「商業」「近隣商業」「準工業」の3種の地域のみ出店可能で、「第二種住居」「準住居」「工業」地域では原則として出店不可とした。また、「市街化調整区域」や「白地地域」などにも原則として出店不可。
- 「原則として出店不可」の地域に出店するには、地方自治体による用途地域の変更が必要となる。なお、延べ床面積が1万平方メートルを超す飲食店や映画館、スタジアム、娯楽施設なども大規模集客施設とみなし、規制対象に含める。

## 影響
日本の流通最大手のイオングループは施行後、法律の規制以上に、アメリカ合衆国のサブプライム住宅ローン危機に端を発した、原油価格高騰による不況・デフレーションの影響もあり、イオングループでも売り上げの減少が進み、事業持株会社制から純粋持株会社制へ移行して、事業整理せざるを得ない状況に陥った。その過程において、3法に基づく規制による追い打ちで、出店計画の凍結や見直しとなる事例も出たが、その後もイオングループは好調を維持した。
行政側では、郊外化による市域の拡大がインフラストラクチャーの設置や維持管理、雪国における除雪といった、行政サービスの効率悪化や財政負担の増大を招いたこと、人口減少により行政運営の見直しに迫られたことなどから、「コンパクトシティ」による都市機能の集約・再編に乗り出すところが増えた。